# Pagelska gården

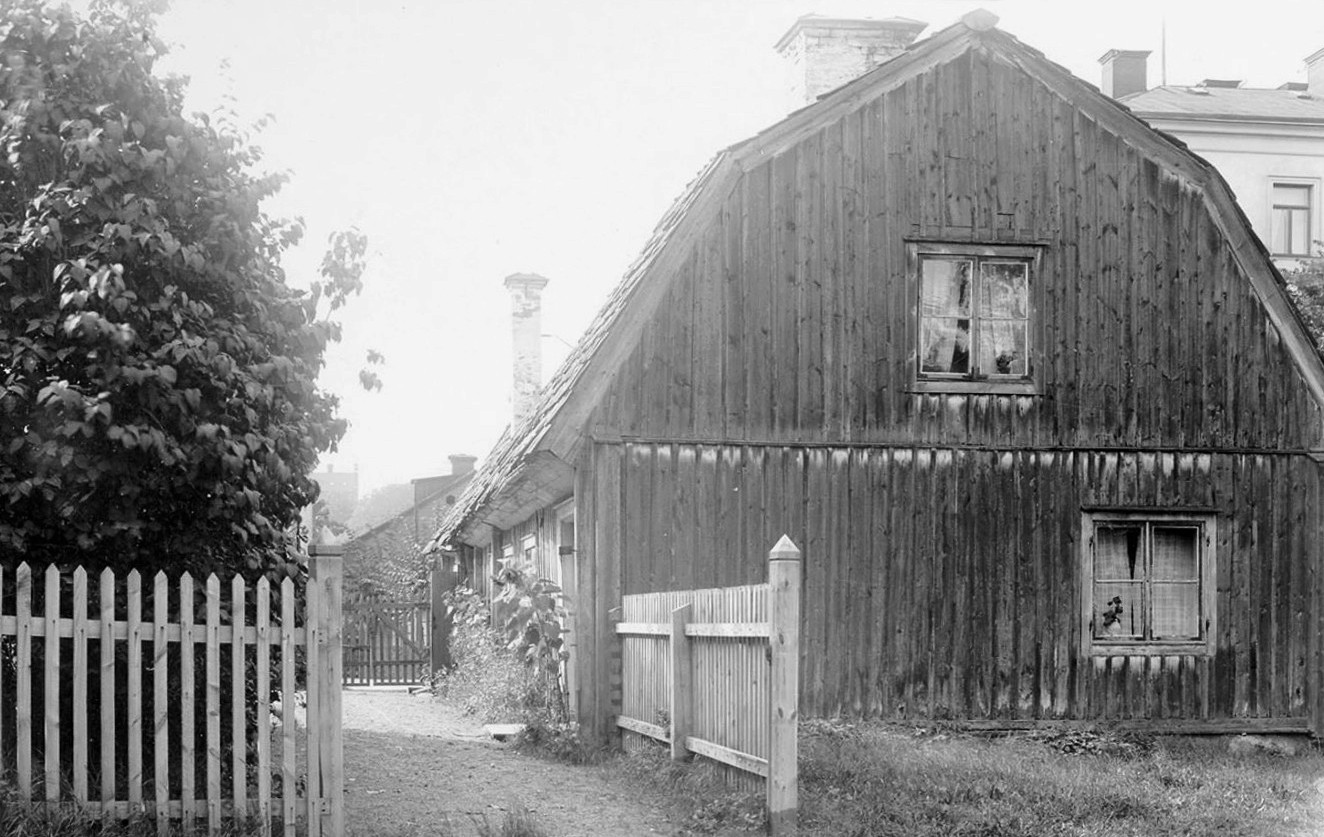
Pagelska gården på sin ursprungliga plats, fasad mot kanalen, 1923.

Pagelska gården kallas en kulturhistoriskt värdefull byggnad som ursprungligen låg i anslutning till Södertälje kanal vid Västra Kanalgatan 2 i Södertälje. Huset uppfördes troligen någon gång på 1700-talet och har sitt namn efter familjen Pagels som bebodde huset mellan 1827 och 1913. Pagelska gården flyttades 1962 till friluftsmuseet Torekällberget.

## Historik
- Ursprunglig placering, koordinater: 59°11′47.9″N 17°37′46.1″Ö / 59.196639°N 17.629472°Ö

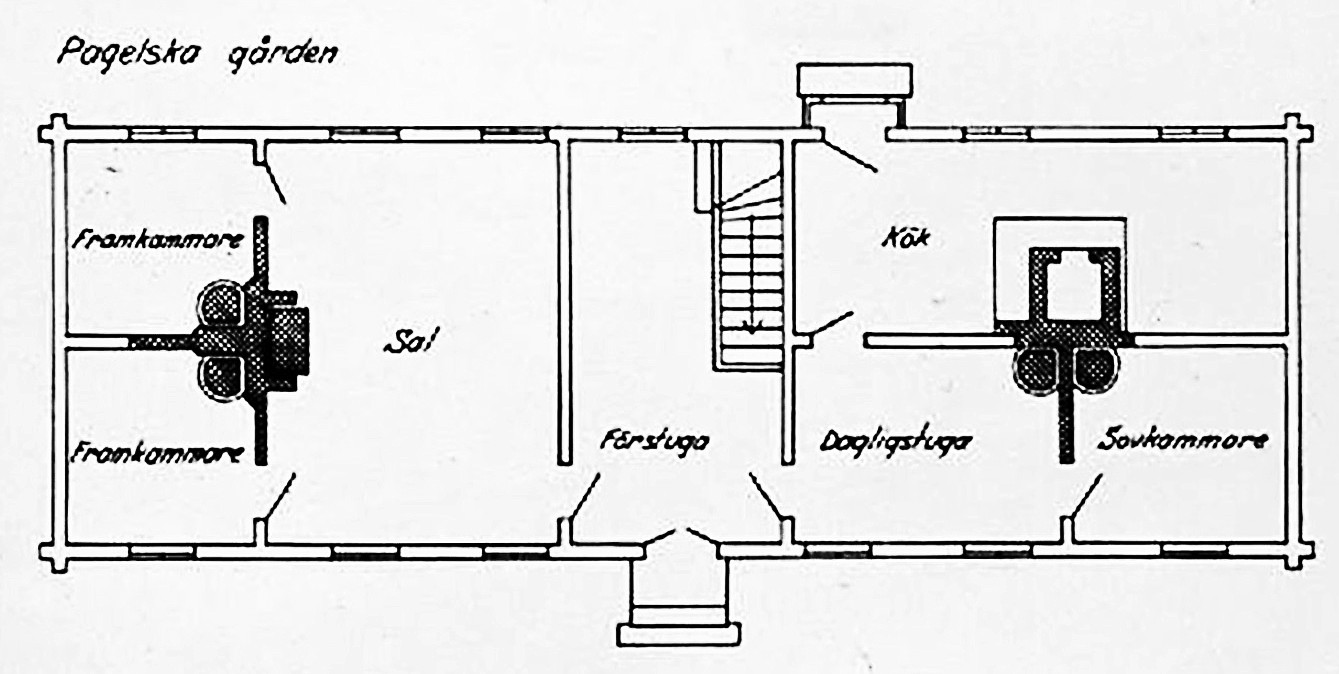
Planritning.

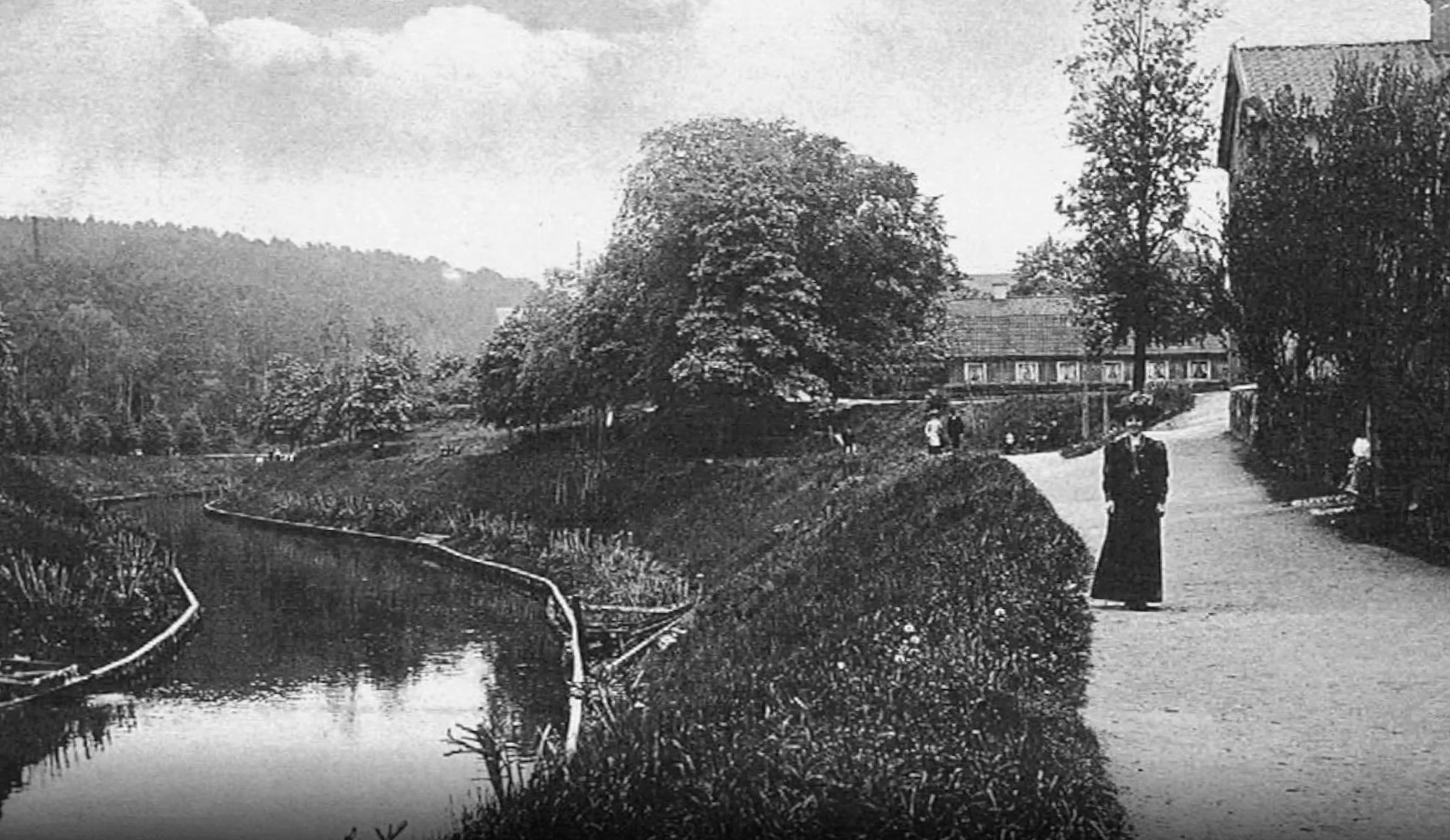
Gården (i bakgrunden) omkring 1900.

Pagelska gården uppfördes på 1700-talets mitt och är en timrad och rödfärgad envåningsbyggnad under ett tegeltäckt brutet sadeltak. Förmodligen bestod huset ursprungligen av två separata enkelstugor med en körport emellan. Under slutet av 1700-talet byggdes de båda stugorna samman och körporten blev husets förstuga och entré. Den vänstra stugan byggdes om till sal och två kammare medan den högra inhyste dagligstuga, sovkammare och kök. Ytterligare rum fanns på vinden. Till bebyggelsen hörde bland annat uthus med visthusbodar, fähus, hönshus och matkällare samt stall, vedbod, vagnshus och en mangelbod.
Från och med 1827 hyrde tulltjänstemannen Henrik Wilhelm Pagels huset och förvärvade det 1837.  Pagels var även kanalinspektor och kunde bevaka båttrafiken från sitt kontor som han hade i gårdens förstuga. Han tog ut tullavgifter på de varor som passerade. Till hushållet hörde hustru Elisabeth Schwenberger och deras elva barn. Två av barnen avled samma år som de föddes. I huset bodde också pigan Anna Sitting från Botkyrka socken. 
År 1846 gick Pagels i pension, därefter hyrde man ut några rum. Efter 1864 ägdes gården av änkan Elisabeth och efter henne övertogs gården av den yngsta dottern Josefina. När hon avled 1913 förvärvades gården av Södertälje stad som hyrde ut husets lägenheter. 

### Flytten till Torekällberget
I början av 1960-talet skulle Västra Kanalgatan breddas och Pagelska gården hotades av rivning. 1962 flyttades gården i två delar till Torekällbergets museum där den placerades i stadskvarteren på södra sidan om Tenngjutartorget. Av den övriga bebyggelsen flyttades bara brygghuset. Husets interiör visas idag så som det såg ut 1864.

### Bilder

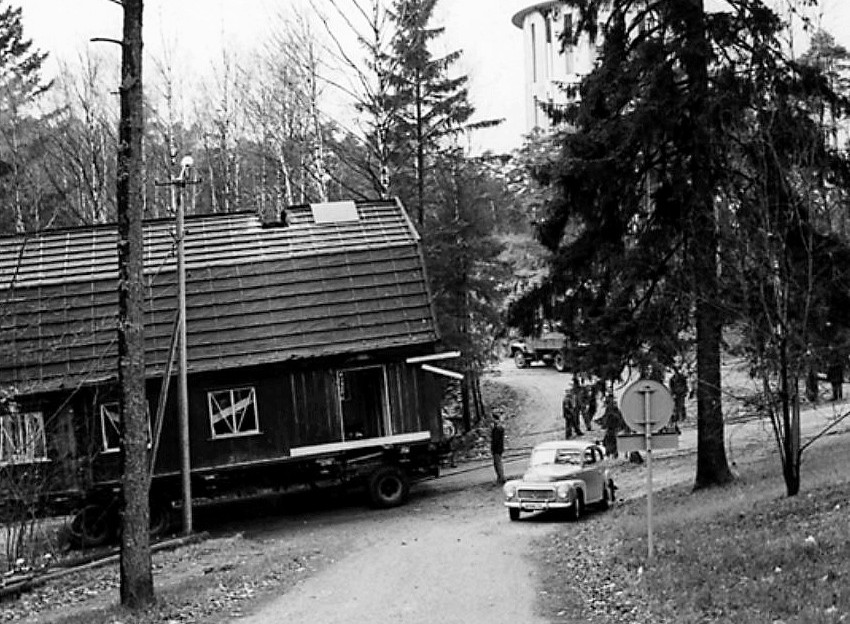
Gårdens ena halva flyttas till Torekällberget, november 1962.
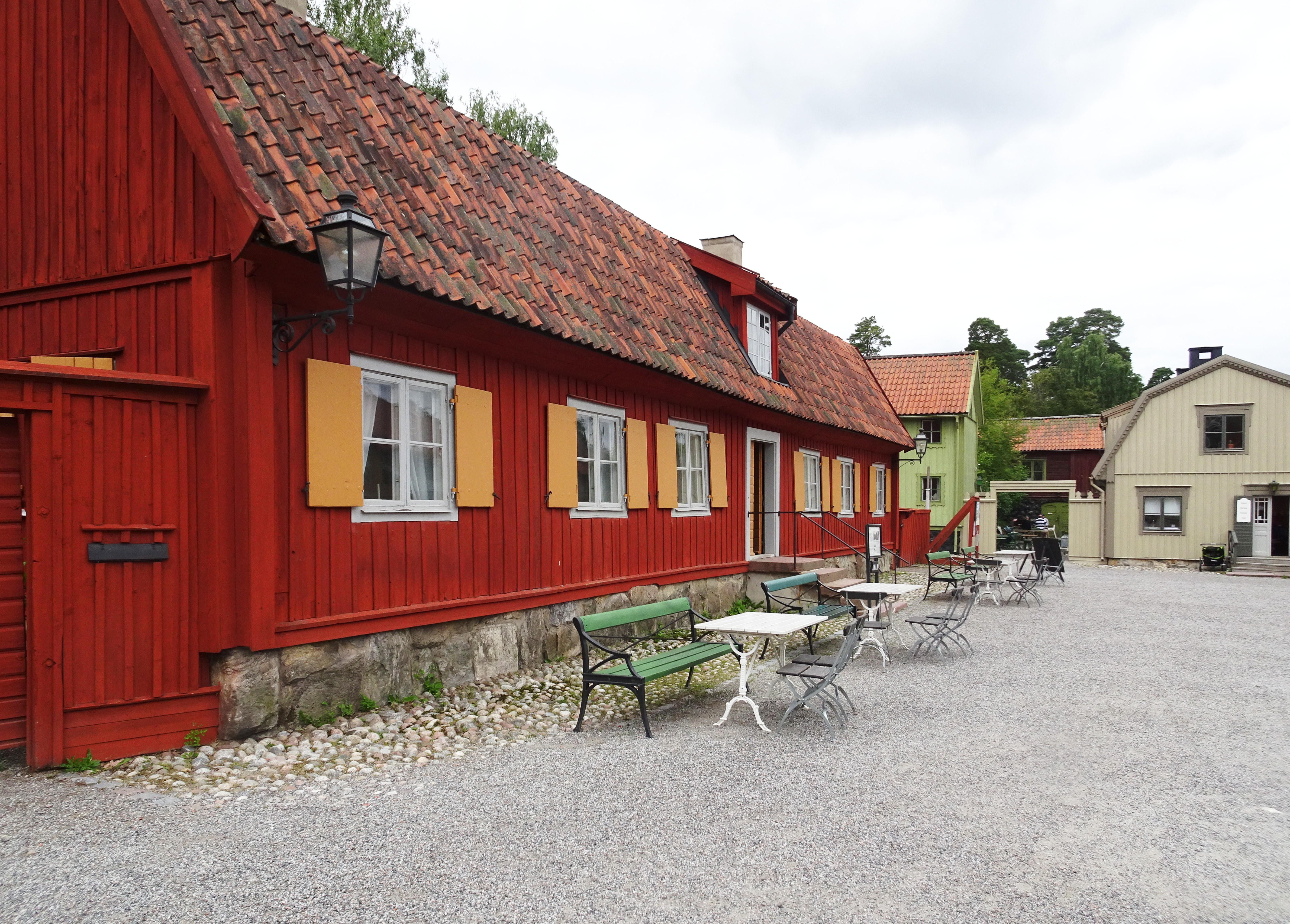
Gården på Tenngjutartorget, sommaren 2022.
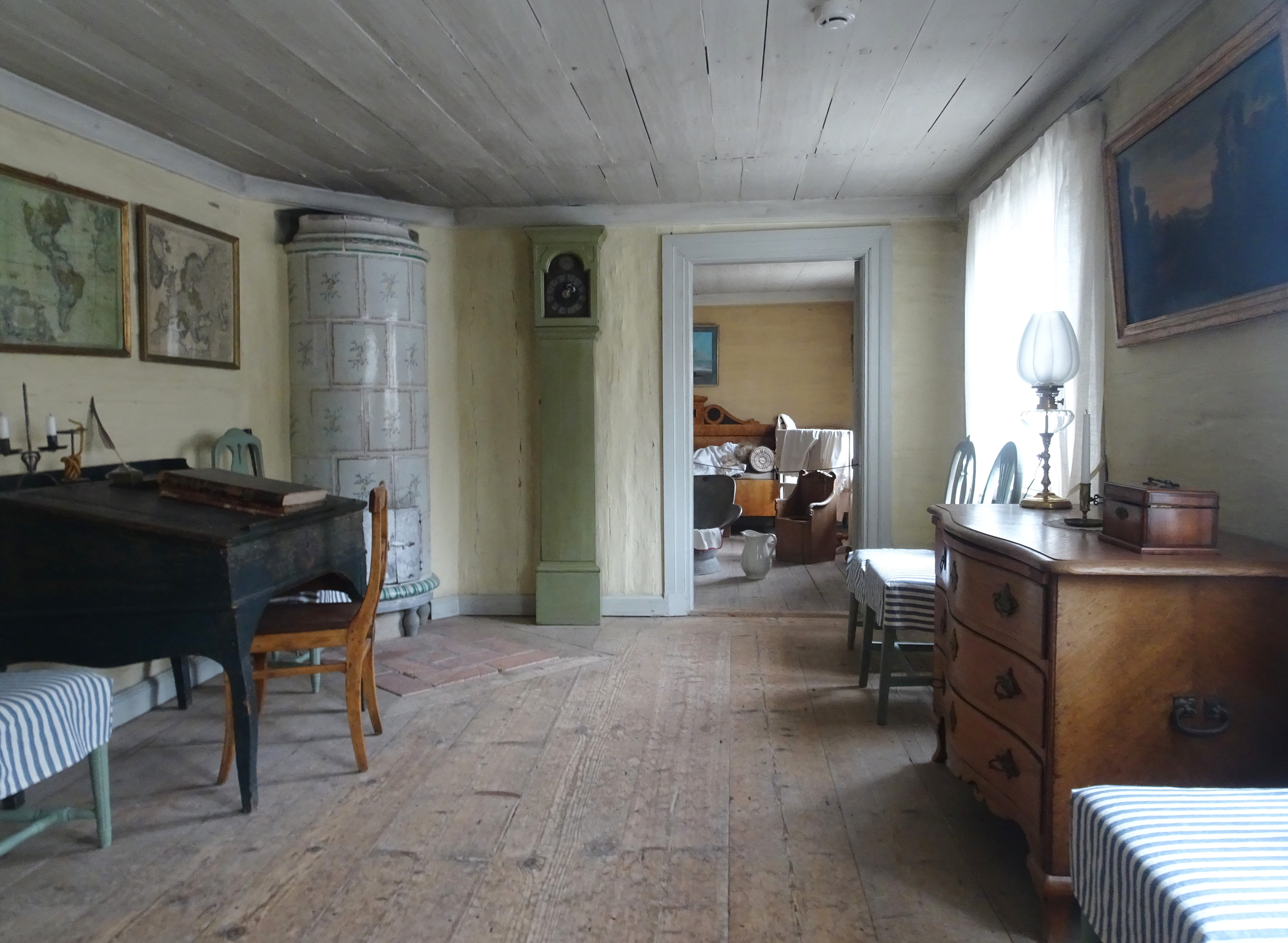
Interiör med dagligstuga och sovkammare (i bakgrunden).
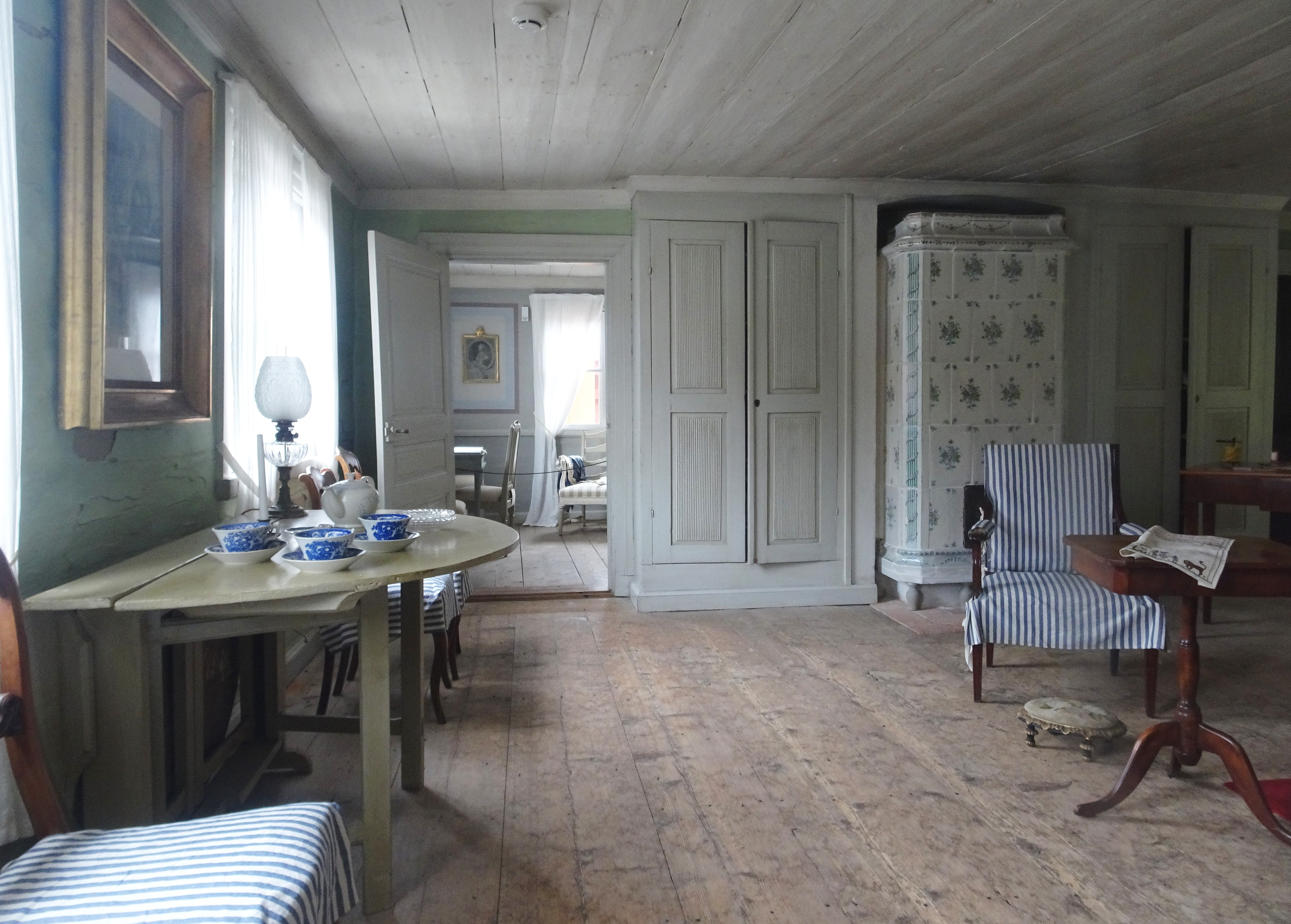
Interiör med salongen och en av kamrarna (i bakgrunden).